# Selecció polonesa de corfbol
La selecció polonesa de corfbol representa la Polska Federacja Korfballu (PFK) a les competicions internacionals de corfbol. La federació polonesa es va fundar l'any 1987 i té la seu a Varsòvia.

## Història
| Campionat del Món |                       |                                 |               |
| Any               | Campionat             | Seu                             | Classificació |
| 1999              | 6è Campionat del Món  | Adelaida (Austràlia)            | 9a plaça      |
| 2003              | 7è Campionat del Món  | Rotterdam (Països Baixos)       | 12a plaça     |
| 2007              | 8è Campionat del Món  | Brno (República Txeca)          | 14a plaça     |
| 2011              | 9è Campionat del Món  | Shaoxing (Xina)                 | 10a plaça     |
| 2015              | 10è Campionat del Món | Gant, Tielen i Anvers (Bèlgica) | 14a plaça     |
| 2019              | 11è Campionat del Món | Durban (Sud-àfrica)             | 11a plaça     |

| Campionat d'Europa |                       |               |               |
| Any                | Campionat             | Seu           | Classificació |
| 1998               | 1r Campionat d'Europa | Portugal      | 7a plaça      |
| 2002               | 2n Campionat d'Europa | Catalunya     | 10a plaça     |
| 2010               | 4t Campionat d'Europa | Països Baixos | 9a plaça      |
| 2014               | 5è Campionat d'Europa | Portugal      | 8a plaça      |

| European Bowl |                  |                      |               |
| Any           | Campionat        | Seu                  | Classificació |
| 2005          | 1a European Bowl | Terrassa (Catalunya) | 4a plaça      |